# Vindula erota
Vindula erota är en fjärilsart som beskrevs av Fabricius 1793. Vindula erota ingår i släktet Vindula och familjen praktfjärilar. Inga underarter finns listade i Catalogue of Life.

## Bildgalleri

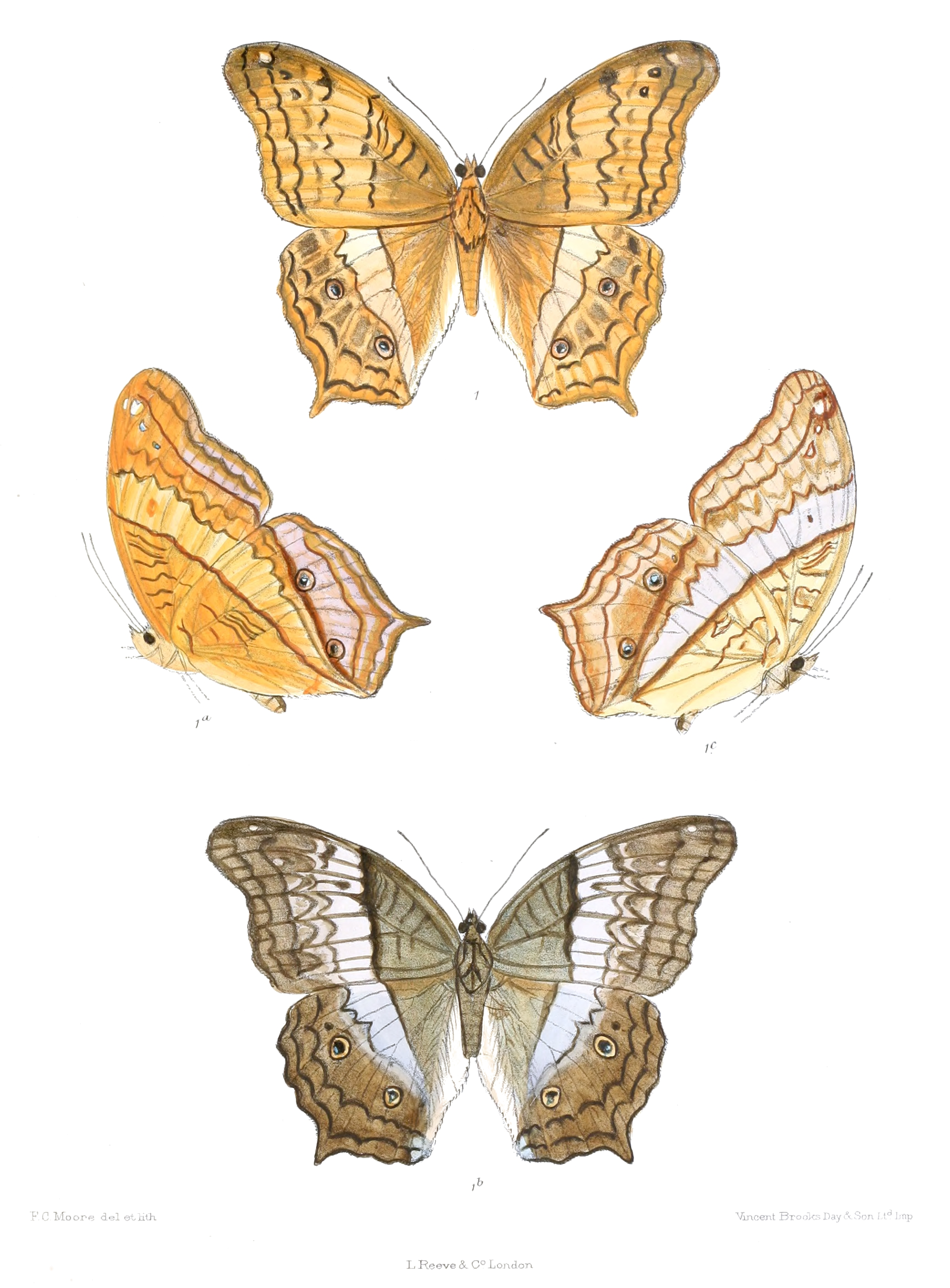
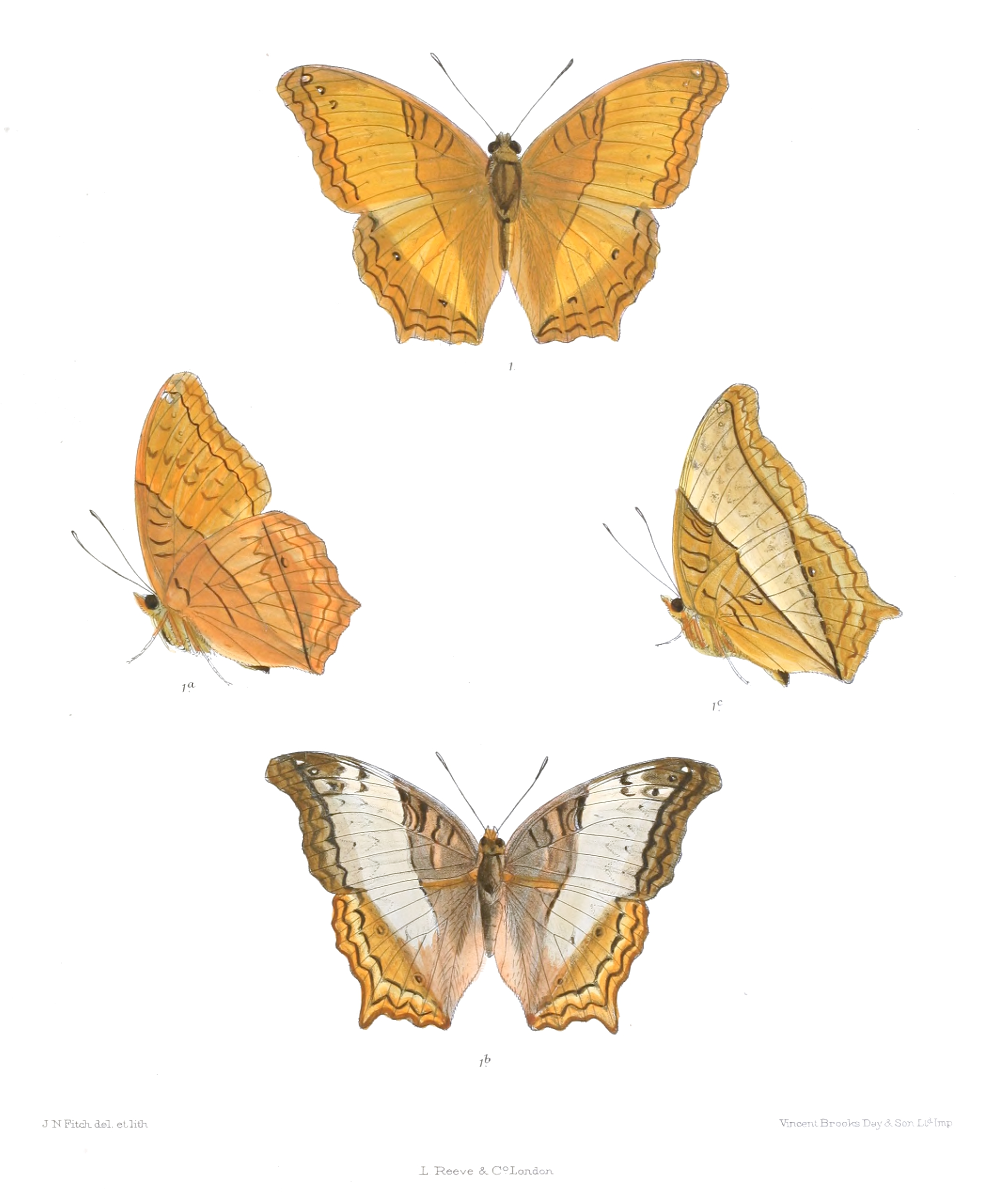
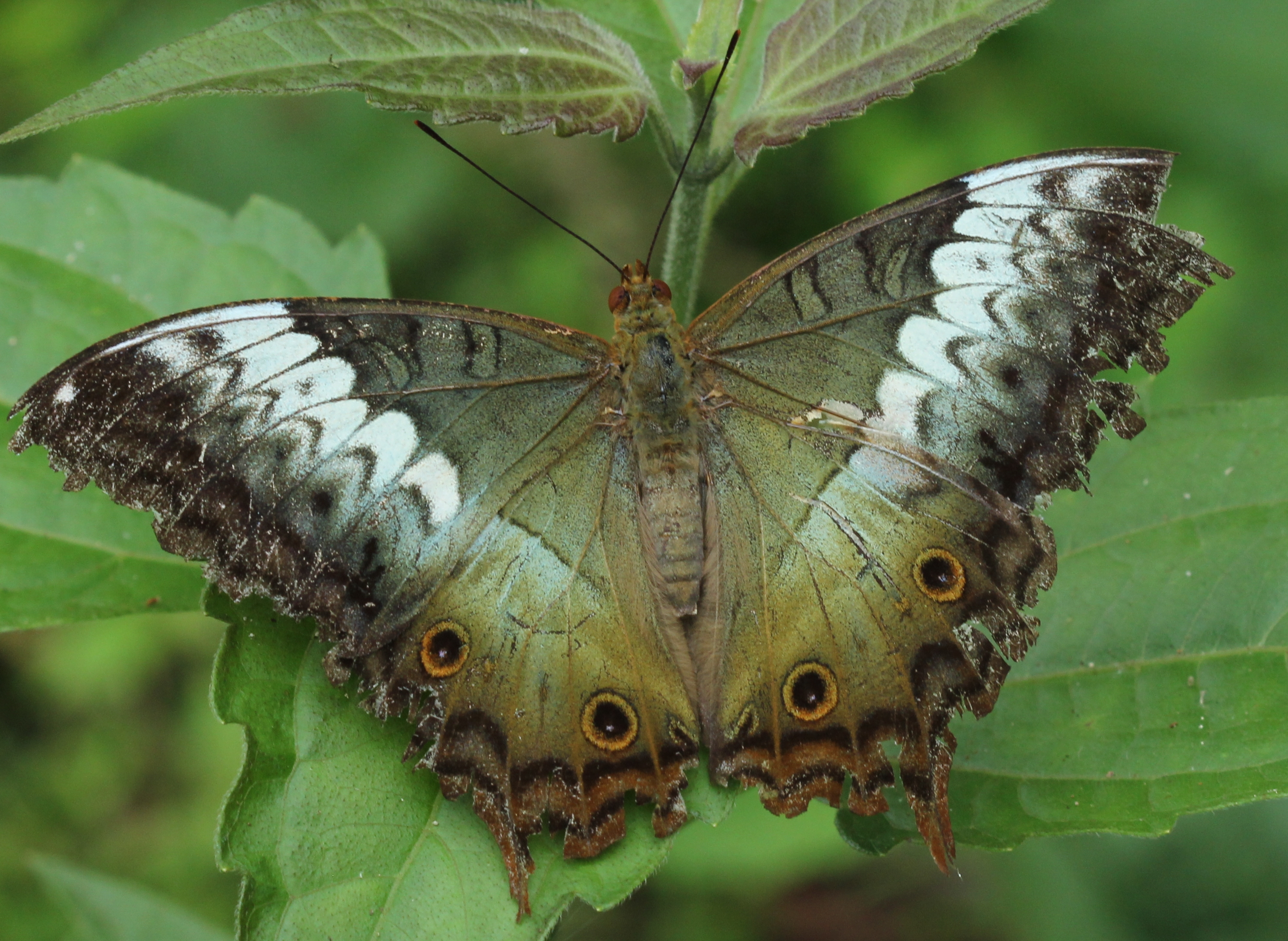
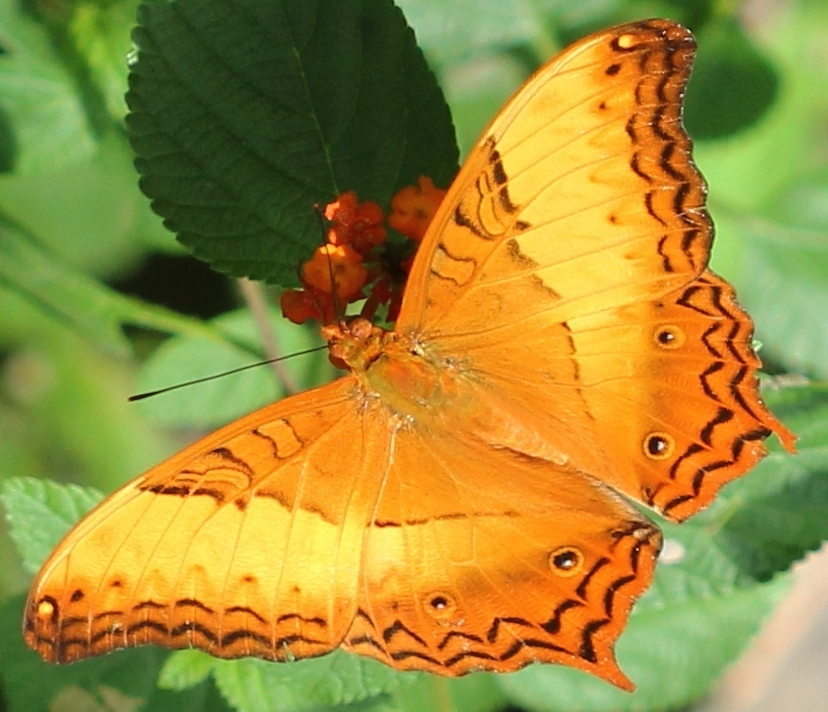